# Kathleen Behan
Pour les articles homonymes, voir Behan.
Kathleen Behan, née le 18 ou 19 septembre 1889 à Dublin et morte à Raheny le 26 avril 1984, est une républicaine et chanteuse irlandaise.
Elle est la mère des auteurs irlandais Brendan, Brian et Dominic Behan.

## Biographie
Kathleen Behan est née Kathleen Kearney le 18 ou 19 septembre 1889 au 49 Capel Street à Dublin. Elle est la cinquième enfant et plus jeune fille du charcutier et épicier, John Kearney (1854-1897), et de son épouse Kathleen (1860-1907, née McGuinness). Elle a quatre frères et deux sœurs. John est originaire de Rosybrook dans le comté de Louth et Kathleen de Rathmaiden de Slane dans le comté de Meath ; les deux sont issus de familles agricoles prospères. Son père a une entreprise sur Lower Dorset Street, possédant une épicerie, un pub et une rangée de maisons. En raison d'une mauvaise gestion, au moment où Behan naît, il a une petite entreprise sur Dolphin's Barn Lane. Après sa mort en 1897, Behan et ses sœurs sont placées à l'orphelinat Goldenbridge à Inchicore par leur mère. Elle y reste de 1898 à 1904 et y devient une avide lectrice. Quand elle en part, elle rejoint sa famille dans un appartement d'une pièce sur Gloucester Street.

### Activité républicaine et famille
Son frère le plus âgé, Peadar Kearney, est un ardent républicain qui a écrit les paroles de la chanson qui allait devenir l'hymne national irlandais : Amhrán na bhFiann. C'est grâce à lui que Behan rencontre un imprimeur-compositeur et membre des volontaires irlandais, Jack Furlong. Ils se marient en 1916. Behan est une membre active du Cumann na mBan et sert comme coursier à la Poste centrale de Dublin et pour d'autres avant-postes durant l'insurrection de Pâques 1916. Au même moment, Furlong combat dans la Jacob's factory garrison. Le couple a eu deux fils : Roger Casement Rory Furlong (1917-1987) et Sean Furlong, né en mars 1919. Furlong meurt lors de l'épidémie de grippe espagnole de 1918. Sean est né six mois après que Behan soit veuve. Elle vit alors avec sa belle-mère, elle aussi républicaine et couturière fabriquant des uniformes pour les volontaires irlandais. Elle est arrêtée pour avoir dirigé une maison sécurisée pour l'IRA. Elle travaille pendant une courte durée pour Maud Gonne comme femme de ménage, où elle rencontre de W. B. Yeats et Sarah Purser. Une étude de Behan peinte par Purser est maintenant conservée sous le nom The sad girl à la Galerie nationale d'Irlande. De 1918 à 1922, elle travaille comme commis à la Dublin Corporation, mais également comme gardienne à la Harcourt Street branch of the White Cross republican aid association.
En 1922, elle épouse Étienne Behan, peintre en bâtiment, syndicaliste et camarade républicain. Le couple a quatre fils et une fille : Brendan, Seamus (né en 1925), Brian, Dominic et Carmel (née en 1932). Brendan naît alors que son père est emprisonné pendant la guerre civile irlandaise. Behan affirme que Michael Collins lui a donné de l'argent alors qu'elle était enceinte. La mère de Stephen est propriétaire de trois immeubles, de sorte que la famille Behans ne paye pas de loyer pour un appartement d'une pièce en sous-sol au 14 Russell Street. En raison de son mépris pour les commérages sur les marches de la maison, elle est surnommée « Lady Behan » par ses voisins. Lorsque la mère de Stephen meurt en 1936, ils déménagent dans une nouvelle construction au 70 Kildare Road à Crumlin. Cette nouvelle maison est loin de l'école, la région est dépourvue de communauté. La famille connaît fréquemment une extrême pauvreté due au chômage de Stephen pendant les 9 mois de la grève de la construction de 1936. Behan tente de réclamer une pension, son premier mari ayant servi en 1916, mais sa demande est rejetée. Elle indique que l'exposition à la farine avait affecté négativement les poumons de son mai. La demande est refusée car elle s'est remariée avant la promulgation de l'Army Pensions Act de 1923.
Malgré leur situation, la maison attire conversation, musique, livres et politique. Le républicanisme, socialisme, syndicalisme et anti-cléricalisme des parents a eu un fort impact sur leurs fils, en particulier Brendan et Dominic. Vu l'importance des réunions de  radicaux ayant lieu à la maison des Behan, celle-ci a été surnommée « le Kremlin » par leurs voisins et une « maison de fous » de Stephen. Au cours de The Emergency  de 1939 à 1945, elle se bat contre les commerçants qui ignorent le contrôle des prix et est étiquetée comme « rouge » pour ses opinions contre Franco et pour Staline. Sa réponse à cette image est « je ne suis pas rouge, je suis écarlate. »

### Fin de vie
À partir des années 1950, Behan partage une renommée internationale avec ses fils Dominic et Brendan. Elle voyage souvent à Londres pour voir leurs pièces et fait des apparitions à la  télévision britannique et irlandaise où elle cultive sa propre audience. Elle est gravement blessée lorsqu'elle est percutée par une moto, la veille de la mort de Stephen en 1967. À cause de ces blessures, elle s'installe en 1970 à la Sacred Heart Residence of the Little Sisters of the Poor à Sybil Hill, Raheny. En 1981, elle enregistre un album When all the world was young. Les conversations enregistrées de ses souvenirs sont rassemblées par son fils Brian en 1984 dans Mother of all the Behans un livre autobiographique. Une adaptation de cet ouvrage par Peter Sheridan et jouée par Rosaleen Linehan est acclamée en Irlande, en Grande-Bretagne et en Amérique du Nord. Elle meurt à Raheny le 26 avril 1984 et est enterrée au  Deans Grange Cemetery.